# Boston-Marathon 2014

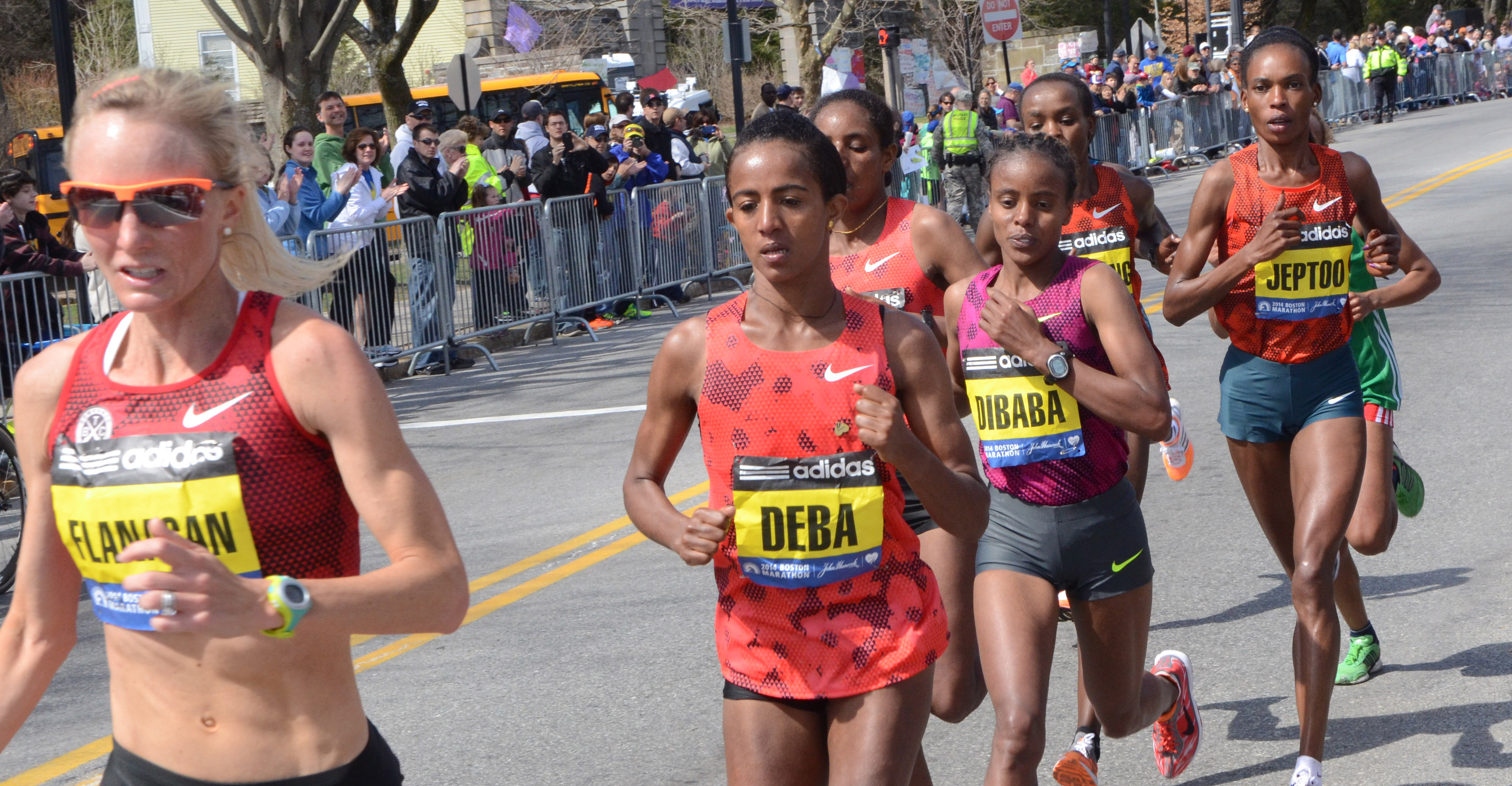
Führungsgruppe der Frauen

Der Boston-Marathon 2014 war die 118. Ausgabe der jährlich stattfindenden Laufveranstaltung in Boston, Vereinigte Staaten. Der Marathon fand am 21. April 2014 statt und war der dritte World Marathon Majors des Jahres.
Bei den Männern gewann Meb Keflezighi in 2:08:37 h und bei den Frauen Bizunesh Deba mit Streckenrekord in 2:19:59 h. Wegen eines Dopingverstoßes war Rita Jeptoo Sitienei der Sieg später aberkannt worden.

## Ergebnisse

### Männer
| Platz | Athlet                | Land               | Zeit (h) |
| ----- | --------------------- | ------------------ | -------- |
| 01    | Meb Keflezighi        | Vereinigte Staaten | 2:08:37  |
| 02    | Wilson Kwambai Chebet | Kenia              | 2:08:48  |
| 03    | Franklin Chepkwony    | Kenia              | 2:08:50  |
| 04    | Witalij Schafar       | Ukraine            | 2:09:37  |
| 05    | Markos Geneti         | Äthiopien          | 2:09:50  |
| 06    | Joel Kimurer Kemboi   | Kenia              | 2:11:03  |
| 07    | Nicholas Arciniaga    | Vereinigte Staaten | 2:11:47  |
| 08    | Jeffrey Eggleston     | Vereinigte Staaten | 2:11:57  |
| 09    | Paul Lonyangata       | Kenia              | 2:12:34  |
| 10    | Adil Annani           | Marokko            | 2:12:43  |

### Frauen
| Platz | Athletin               | Land               | Zeit (h) |
| ----- | ---------------------- | ------------------ | -------- |
| 01    | Bizunesh Deba          | Äthiopien          | 2:19:59  |
| 02    | Mare Dibaba            | Äthiopien          | 2:20:35  |
| 03    | Jemima Jelagat Sumgong | Kenia              | 2:20:41  |
| 04    | Meselech Melkamu       | Äthiopien          | 2:21:28  |
| 05    | Aleksandra Duliba      | Belarus            | 2:21:29  |
| 06    | Shalane Flanagan       | Vereinigte Staaten | 2:22:02  |
| 07    | Sharon Jemutai Cherop  | Kenia              | 2:23:00  |
| 08    | Philes Moora Ongori    | Kenia              | 2:23:22  |
| 09    | Desiree Davila         | Vereinigte Staaten | 2:23:54  |